# Fading Suns
Fading Suns est un jeu de rôle américain de science-fiction mêlé de références au Moyen âge publié par Holistic Design en 1996. L'histoire du monde s'inspire de l'histoire humaine, avec une anticipation du futur : l'action du jeu se déroule au sixième millénaire après J.-C. Le jeu est édité aux États-Unis par Holistic Design, distribué et traduit en France d'abord par Multisim puis par Ubik. Une version d20 existe mais n'a pas été traduite en français.

## Univers
Ceci est une présentation sommaire de l'univers et ne prétend pas être exhaustif. Elle a pour but de présenter l'univers sans en dévoiler tous les secrets.

### Histoire de l'an 2100 à l'an 5000

#### La première république: 2100
Dans un futur proche, à la suite de nombreux conflits, l'humanité réussit à former la première république, un gouvernement mondial, au prix de la liberté de ses citoyens. En effet, l'économie terrienne était entièrement contrôlée par une poignée de multinationales; leurs dirigeants, nommés les zaïbatsus, dirigeaient donc indirectement la république. Voulant canaliser l'énergie du peuple, afin qu'il ne se révolte pas, les zaïbatsus lancèrent un vaste projet de colonisation de l'espace. Rapidement (en moins de deux siècles), l'humanité colonisa tout le système solaire, c’est-à-dire essentiellement la Lune et Mars, le reste servant surtout à l'industrie. A force d'exploration, l'humanité découvrit à la limite du système solaire un anneau fait d'un alliage inconnu et vieux de 40 000 ans, créé par des extraterrestres aujourd'hui disparus : les Ur. Après quelques études infructueuses, l'Homme réussit à activer ce qui se révéla être un portail entre les systèmes planétaires. Chaque monde possédant son portail, l'humanité en découvrit des centaines. Nombreux furent les explorateurs trop heureux d'échapper à la tyrannie des zaïbatsus. Ce fut le début de la diaspora et la fin de la première république. Elle fut détruite par le contre-pouvoir naissant de cette colonisation, les maisons nobles.

#### La diaspora: 2000
La diaspora fut une période de colonisation intensive. De ce chaos naquit le prophète Zacharie.
Celui-ci entreprit un long pèlerinage spirituel à travers l'univers. À l'époque, nombreux étaient les hommes et les femmes en manque de spiritualité. Sa sagesse poussa un certain nombre de personnes à le suivre. Lors de cette quête, il eut la vision de la « Sainte-Flamme » sur un monde aujourd'hui perdu. Transfiguré, il prêcha une nouvelle religion. Unifiant toutes les anciennes religions, il nomma le créateur « Pancréateur » et dénonça le mal dissimulé parmi les étoiles. Expliquant que la « Saint-Flamme » était source de toute vie, il prôna une ligne de conduite basée en partie sur les anciennes philosophies terriennes. Rassemblant beaucoup d'adeptes, il nomma sept (huit selon certains) disciples qui le suivaient depuis le début. Zacharie mourut lors d'un voyage spatial d'un accident de portail. En 4998, la religion créée par Zacharie est celle de 99 % de la population.
Pendant cette époque, l'humanité rencontra de nombreuses civilisations extraterrestres qu'elle vainquit systématiquement et impitoyablement, traitant les vaincus plus ou moins bien suivant leur degré de résistance ; jusqu'au jour où l'Homme fit la rencontre des Vao.
Les Vao forment une civilisation bien plus puissante et avancée que l'humanité. Heureusement, ils se révélèrent être non-expansionnistes et n'exigèrent de l'Homme que la tranquillité.
Entre autres civilisations xénomorphes (extraterrestres), les Vorox, les Ur-Obun et les Ur-Ukar méritent d'être cités pour respectivement leur capacité de survie, leur sagesse, leur capacité à nuire.
L'humanité ayant pacifié l'espace qu'elle avait conquis, elle put s'organiser, et ce fut la fin de la diaspora.

#### La Seconde République: 400
La seconde république fut l'apogée de l'humanité. À cette époque, chacun était libre. La technologie humaine dépassa dans certains domaines celle des Vao. C'est à cette époque qu'eurent lieu la plupart des terraformations (transformation d'une planète hostile en une planète semblable à la terre), et que les humains perfectionnèrent leur maîtrise de la psychomancie (ensemble de pouvoirs paranormaux). Cependant, le développement trop rapide des technologies entraina de nombreux excès. Les Hommes sombrèrent dans la luxure, laissant les machines faire le travail. L’Église perdit de son pouvoir, laissant place au matérialisme. Cet apogée prit fin quand un attentat détruisit les archives gérant la redistribution des richesses. Cet évènement, l'assombrissement des soleils et la mollesse des dirigeants entraînèrent le déclin de la seconde république.

#### Les Ages Sombres: 4000
Les nobles profitèrent de l'affaiblissement de la république pour reprendre le pouvoir. L’église marchanda son appui à la noblesse, en contrepartie cette dernière accepta de reconnaître l'Orthodoxie comme religion unique. Après quelques conflits entre l'Église et la noblesse, il fut décrété que la technologie et la psychomancie (ainsi que la théurgie récemment développée par les hérétiques eskatoniques) étaient interdites à tout le monde sauf aux nobles et aux prêtres. Cependant, les anciennes compagnies de la seconde république, véritables détenteurs de la technologie, négocièrent l'accès à celle-ci moyennant un certain pouvoir. Ainsi, naquit le triumvirat : les nobles, l'Église et la Ligue des marchands. Et le chaos régna…
Pendant la période de déclin de la république et longtemps après, de nombreux mondes furent perdus, soit que leur portail fut scellé, soit que leurs coordonnées furent perdues.
Un jour de ces mondes perdus vinrent des hordes de barbares qui menacèrent le triumvirat.
Cette menace permit à une maison noble, nommée Alecto, d'unifier les mondes connus en un empire pour lutter contre l'invasion barbare. Malheureusement, l'empereur Vladimir fut assassiné lors de son couronnement, et la guerre civile reprit. La maison Alecto fut détruite, ainsi que nombre de ses alliés.
D'un autre monde perdu, nommé Tchernobog, vint la menace des symbiotes, monstres nés de l'infection d'un humain par une forme de vie étrangère. On réussit à les combattre au prix de la légalisation de certains pouvoirs mentaux.
Dans ce contexte tendu, chaque membre du triumvirat tenta de réunifier l'humanité par la force.
Cette fois-ci, ce fut la famille Hawkwood qui réussit à unifier les mondes connus sous les ordres de l'empereur Alexius.
Celui-ci mû par un sens de la diplomatie et de la stratégie hors du commun, réussit à asseoir son autorité, à repousser les Symbiotes et les hordes de barbares.

#### L'empire: 530
L'empire compte maintenant 4 puissances : L'empereur, les nobles, l'Église et la Ligue des marchands. Il est toujours menacé par les barbares, les symbiotes, les démons ainsi que l'assombrissement progressif des étoiles.

### Jeu
De base, les joueurs ont le choix entre faire partie d'une des 5 Maisons Majeures Nobles, d'un des 5 Ordres Majeurs de l'Église Solaire Universelle ou d'une des 5 Guildes Majeures de la Ligue des Marchands.

#### Maisons Majeures

##### Maison Hawkwood
Les membres de la maison Hawkwood sont de type anglo-saxon. Ils sont très fiers et cherchent à exceller à la fois par leur intelligence et par leur force. Ils ont un sens de l'honneur très développé. L'empereur Alexius vient de cette maison, cependant, pour des raisons politiques, il ne privilégie pas sa maison.

##### Maison Décados
Les membres de la maison Décados sont de type russe, ou du moins s'en réclament. Pour eux, tous les moyens sont bons pour atteindre leur objectif : dominer l'univers. C'est la famille noble possédant le meilleur réseau d'espionnage. Ils jouent beaucoup sur leur apparence.

##### Maison Hazat
Les membres de la maison Hazat sont de type hispanique. Ils sont connus pour être de bons militaires, et ne pas savoir faire grand-chose à côté. Ils ont un sens de l'honneur basé sur le code du guerrier. Les Hazat donnent beaucoup d'importance à leur armée.

##### Maison Li Halan
Les membres de la maison Li Halan sont de type asiatique. Ils sont connus pour leur dévotion à l'Église Universelle. De ce fait, les serfs Li Halan sont généralement bien traités s'ils restent à leur place. Il est parfois difficile de cerner un Li Halan du fait de son haut degré de spiritualité.

##### Maison Al Malik
Les membres de la maison Al Maliik sont de type arabe. Ils sont connus pour leur finesse d'esprit et leur très grande intelligence. Ils parlent couramment par métaphore ce qui rend leur discussion difficile à comprendre. On dit qu'ils parlent le langage fleuri. Les membres de cette maison sont très proche de la Ligue des marchands ce qui fait qu'ils sont à la pointe de la technologie.

#### Ordres Majeurs

##### l'Orthodoxie
Ordre principal de l'Église Universelle, ce sont eux qui traditionnellement dirigent l'Église Universelle. Quand on pense à un homme d'église, neuf fois sur dix c'est à un membre de cet ordre.

##### la Fraternité des Armes
Ordre militaire, les frères d'armes sont des guerriers aguerris. Leurs faits d'armes sont reconnus dans tous les mondes connus. Ils sont disciplinés et n'hésitent pas à utiliser la technologie pour augmenter leur force de frappe. Ils sont connus pour leur droiture.

##### l'Ordre Eskatonique
Cet ordre annonce l'eskaton (la fin du monde). Ce sont des érudits. Ils furent à l'origine des rites théurgiques aujourd'hui utilisés par tous les ordres. On les prend souvent pour des magiciens.

##### le Temple Avestite
Les membres de cet ordre ont une interprétation très littérale de la bible Oméga (bible de l'Église Universelle). On peut facilement les associer à des fanatiques. La plupart des Avestites font partie de l'inquisition.

##### le Temple du Sanctuaire Éternel
Ce sont les suivants des doctrines d'Amalthée, l'une des disciples de Zacharie. Ils passent leur vie à soigner les autres. Ils ont une très bonne image auprès du peuple. Le meilleur moyen d'être lynché est de s'attaquer (par le geste ou par la parole) à un amalthéen.

#### Guildes Majeures

##### les Auriges
Les Auriges conduisent les vaisseaux et ont le monopole de la technologie permettant d'utiliser les portails. Les gens cherchant à casser ce monopole se retrouvent éjectés dans l'espace sans scaphandre. Ce sont aussi les marchands des mondes connus.

##### les Ingénieurs
Les Ingénieurs sont les spécialistes de la haute technologie. Ils passent leur temps à essayer de restaurer les anciennes technologies de la seconde république.

##### les Fouinards
Ils disposent du meilleur réseau d'information des mondes connus. Ce sont des récupérateurs, des magouilleurs, des malfrats et autres. Ils sont spécialisés dans l'art de gagner de l'argent avec tout et n'importe quoi.

##### les Recruteurs
Les Recruteurs sont des mercenaires en tout genre. Ils peuvent remplir des missions de combat, résoudre des enquêtes, mener des chantiers de construction, ou tout autre travail propre à rapporter de l'argent. Ils ont aussi une solide réputation d'esclavagistes.

##### les Baillis
Les Baillis sont les banquiers des mondes connus, ils servent aussi d'avocats et occasionnellement d'enquêteurs. Certains racontent que s'ils réclamaient le remboursement de toutes les dettes contractées, ils possèderaient tous les mondes connus.

#### Autres Factions
Il existe de nombreuses autres factions parmi ces trois organisations et aussi en dehors d'elles, mais elles sont trop nombreuses pour figurer ici.

## Particularités
Ce jeu offre un univers space opera plutôt sombre et décadent. Il n'est pas sans évoquer l'univers décrit par Frank Herbert dans Dune. Il existe de multiples ambiances de jeu, depuis les complots politiques autour de l'empereur jusqu'aux guerres des systèmes frontières. C'est un jeu assez récent, qui a cependant su trouver sa place aux États-Unis et qui semble avoir un certain succès en France.

## Gamme en version française
- Livre de Règles
- Écran + Livret
- Les Seigneurs des Mondes Connus
- Les Prêtres du Soleil Universel
- Les Marchands du Réseau Stellaire
- Byzantium Secundus
- Les Sables de la Foi
- Les Enfants des Dieux : Obun/Ukar
- Le Guide du Joueur
- Atlas Stellaire : Hawkwood
- Atlas Stellaire : Decados